# Dasyhelea tamsi
Dasyhelea tamsi är en tvåvingeart som beskrevs av Wirth och Messersmith 1977. Dasyhelea tamsi ingår i släktet Dasyhelea och familjen svidknott.
Artens utbredningsområde är Seychellerna. Inga underarter finns listade i Catalogue of Life.